# Saint-Pair
Saint-Pair è un comune francese di 246 abitanti situato nel dipartimento del Calvados nella regione della Normandia.

## Società

### Evoluzione demografica
Abitanti censiti